# Licosúquids
Els licosúquids (Lycosuchidae) són una família extinta de sinàpsids que visqueren a Europa i Àsia durant el Permià mitjà. Se n'han trobat restes fòssils a Rússia i Sud-àfrica. Conté tres gèneres monotípics: Lycosuchus, representat per L. vanderrieti i descrit per Robert Broom el 1903; Porosteognathus, representat per P. efremovi i descrit per Borís Viúixkov el 1952; i Simorhinella, representat per S. baini i descrit pel mateix Broom el 1915. Es caracteritzen per la seva grandària i per tenir el musell llarg i profund. Anteriorment es creia que la presència de dos parells de dents canines engrandides eren un caràcter distintiu dels licosúquids, però estudis recents han plantejat la possibilitat que el parell anterior substituís el parell posterior una vegada els animals assolien una certa edat. Els licosúquids són els terocèfals més primitius que es coneixen.